# Sentinel-7
Sentinel-7 ou CO2M (acronyme de Copernicus Anthropogenic Carbon Dioxide Monitoring) est un satellite d'observation de la Terre de l'Agence spatiale européenne développé dans le cadre du programme Copernicus de l'Union Européenne. L'instrument principal de CO2M   est un spectromètre fonctionnant dans le proche infrarouge et l'infrarouge court. L'objectif principal de la mission est de mesurer la quantité de dioxyde de carbone produit spécifiquement par l'activité humaine. Ce sera le premier satellite réalisant ce type de mesure. Ces données doivent permettre de disposer de chiffres plus précis sur les émissions de ce gaz produit par la combustion des sources d'énergie fossile par chaque pays et chaque mégalopole. Ces données en provenance d'une source d'information indépendante permettront de mesurer l'efficacité de la politique de décarbonisation de l'Europe. Trois exemplaires de ce satellite doivent être placés sur une orbite héliosynchrone à compter de 2026. 

## Contexte
En décembre 2015 195 pays signent l'accord de Paris par lequel ils s'engagent à limiter la hausse de la température mondiale à 2°C par rapport à celle en vigueur avant le début de l'ère industrielle. Le réchauffement climatique découle de l'activité humaine en particulier de l'émission de grande quantité de dioxyde de carbone (CO2) dans l'atmosphère  produit par le développement de l'industrie, du transport, de la production d'énergie et plus généralement des activités individuelles (chauffage, ...). Pour parvenir à limité l'objectif, il est nécessaire de réduire fortement les émissions de CO2.
La mission spatiale CO2M constitue une des composantes du système mis en place par l'Europe pour combattre le réchauffement climatique et respecter l'accord de Paris. Elle repose sur la mise en place d'un satellite d'observation de la Terre destiné à suivre l'évolution des émissions de CO2 par les pays européens en effectuant des mesures à fréquence rapprochée avec une précision et une résolution spatiale inégalée et en quantifiant les émissions liées à l'activité humaine. CO2M  fait partie de la  deuxième génération des Sentinel du programme Copernicus de l'Union Européenne dont la phase de spécifications a commencé au début des années 2020 pour répondre à la fois à des besoins non satisfaits par les satellites déjà déployés ou en cours de déploiement et pour accroitre les capacités du segment spatial du programme. Le développement du satellite est co-financé par l'Union Européenne et l'Agence spatiale européenne maitre d’œuvre du segment spatial. La mission spatiale est conçue avec l'aide d'EUMETSAT (l'organisation européenne supervisant et gérant les satellites météorologiques) et le Centre européen pour les prévisions météorologiques à moyen terme. 

## Historique du projet
En juillet 2020 le comité chargé de la politique industrielle de l'Agence spatiale européenne valide un investissement de 2,55 milliards euros dans le développement de six nouvelles missions spatiales du programme Copernicus. Parmi celles-ci figurent la mission CO2M/Sentinel-7 qui doit mesurer le taux dioxyde de carbone. Le développement de ce satellite est confié fin juillet 2020 à la société allemande OHB, dans le cadre d'un contrat de 445 millions €. Le satellite emporte trois instruments.  L'instrumentation (CO2I et MAP) est développée par l'établissement français de Thales Alenia Space pour un montant de 72 millions €. Le polarimètre MAP est fourni par l'établissement anglais de cette société tandis que la caméra CLIM est fournie par la société belge Optique et Instruments de Précision. Le lancement définitif du projet est confirmé courant 2021. En novembre 2021 un modèle structurel du satellite est testé au centre ESTEC de l'agence spatiale. Le développement de trois exemplaires du satellite est prévu : CO2M-A, CO2M-B et CO2M-C,,.

## Caractéristiques techniques

### Instrumentation
Le satellite emporte trois instruments,, :
- L'instrument principal du satellite CO2M est le  spectromètre infrarouge CO2I (CO2 and NO2 Imaging Spectrometer) qui devra mesurer la quantité de dioxyde de carbone (CO2), méthane (CH4) et dioxyde d'azote (NO2) présent dans l'atmosphère au-dessus de la latitude 40° avec une fréquence hebdomadaire. Les performances attendues sont une précision de 10 parties par milliard et une résolution spatiale de 4 x 4 km . CO2I est un spectromètre pushbroom mesurant au nadir dans me proche infrarouge (743-773 nanomètres) et dans deux bandes du spectre infrarouge court (1590-1675 et 1990-2095 nanomètres)
- Deux instruments auxiliaires sont utilisés pour réduire les erreurs systématiques liées à la présence des nuages et au phénomène de dispersion produit par les aérosols :
  - des mesures polarimétriques sous plusieurs angles sont effectuées à l'aide des quatre caméras du polarimètre MAP Multi-Angle polarimeter). La radiance au sommet des nuages est mesurées dans six bandes de fréquence étroites comprises entre 410 et 865 nanomètres. La résolution spatiale est de 2 x 2 kilomètres au nadir et la fauchée est de 300 kilomètres.
  - CLIM (CLoud IMager), dérivé d'un instrument installé à bord du satellite Proba V, est une caméra de type pushbroom qui fournit des images permettant de déterminer la couverture nuageuse. Les images effectuées dans trois longueurs d'onde - 670 , 752 et 1370 nanomètres - sont réalisées avec un rapport signal sur bruit de 200. La résolution spatiale est de 0,4 x 0,4 kilomètre  au nadir et la fauchée est de 465 kilomètres.

## Déroulement de la mission
Trois exemplaires du satellite CO2M (CO2M-A, CO2M-B et CO2M-C) doivent être placés sur une orbite héliosynchrone quasi polaire et  circulaire(altitude 735 km, inclinaison orbitale 97,7°, cycle de 11 jours) à compter de 2026. Le satellite survolera l'équateur à l'heure solaire locale de 11h30. La fréquence de survol d'une région donnée doit être au minimum hebdomadaire,,.